# Церква святого архістратига Михаїла (Підвисоке)
Церква святого архістратига Михаїла в Підвисокому — парафія і храм греко-католицької громади Бережанського деканату Тернопільсько-Зборівської архієпархії Української греко-католицької церкви в селі Підвисоке Тернопільського району Тернопільської области.
Оголошена пам'яткою архітектури місцевого значення.

## Історія церкви
Навесні 1989 року комуністична влада дозволила створити парафію, передавши їй колишній костел, але з підпорядкуванням РПЦ. Однак уже в листопаді того ж року священник Роман Климкович разом з парафіянами перейшов до УГКЦ.
При парафії діють такі спільноти:
- Братство «Апостольство молитви» (з 1996 року)
- Вівтарна дружина (з 2000 року)
- Спільнота «Матері в молитві» (з 2013 року)

Парафія володіє храмом.

## Парохи
- о. Роман Климкович (з листопада 1989).